# Assunção de Maria

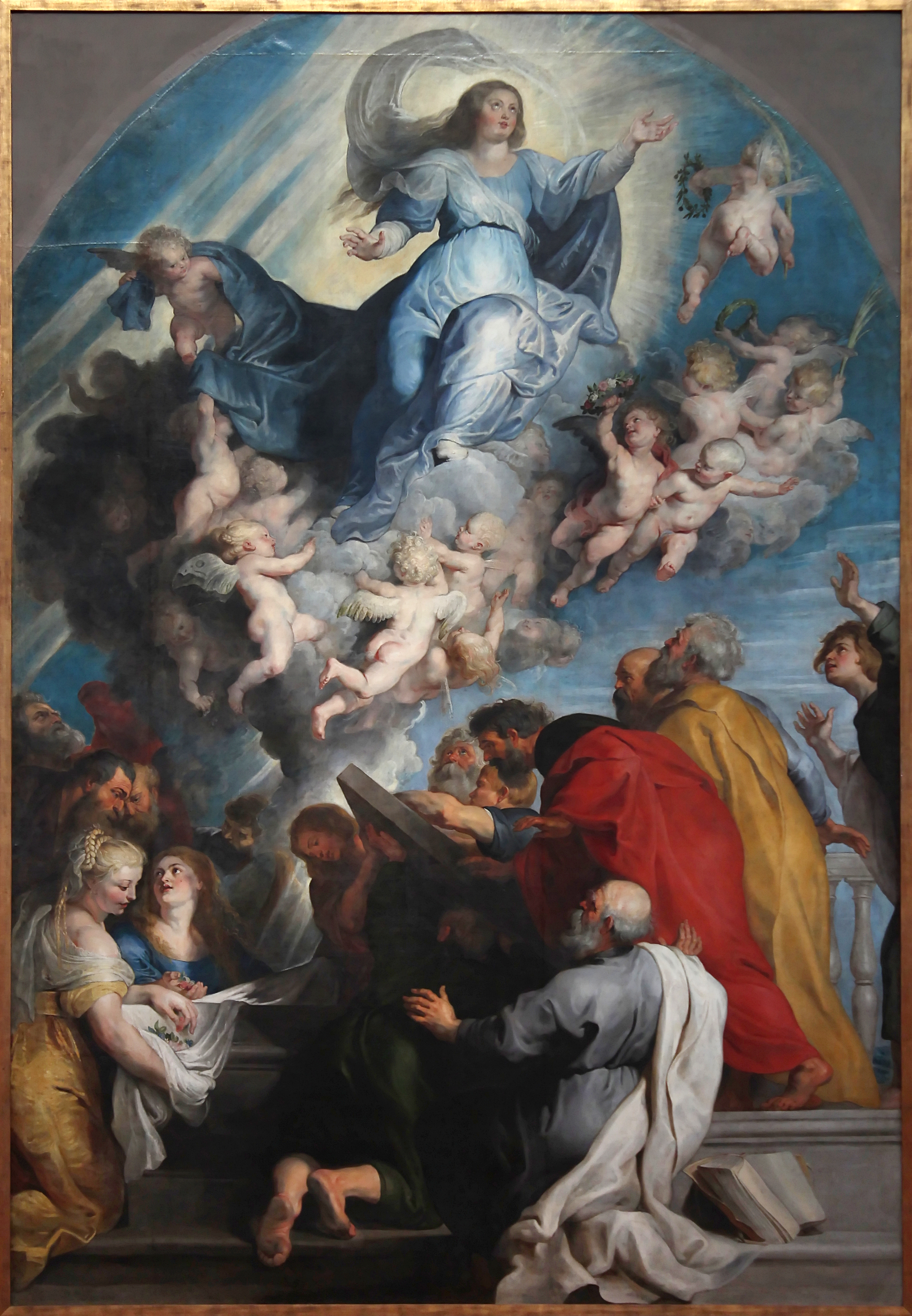
Assunção da Virgem.
1616. Por Rubens, atualmente nos Museus Reais de Belas-Artes da Bélgica.

A Assunção da Virgem Maria — chamada, de modo mais simples, apenas A Assunção — é, segundo a tradição da Igreja Católica Apostólica Romana, da Igreja Ortodoxa, das Igrejas Ortodoxas Orientais e também de alguns setores do Anglicanismo, o mistério pelo qual a Virgem Maria foi elevada ao Céu em corpo e alma ao término de sua vida terrena.
No catolicismo romano, trata-se de um dogma de fé: Maria, ao concluir o “curso de sua vida terrena”, foi assumida gloriosamente por Deus à vida eterna, sem experimentar a corrupção do túmulo. Essa verdade foi proclamada solenemente em 1º de novembro de 1950 pelo Papa Pio XII, por meio da constituição apostólica Munificentissimus Deus, no exercício da infalibilidade papal.
Embora os termos possam variar, as Igrejas Católica e Ortodoxa partilham, na essência, a mesma crença: na tradição oriental, o evento é chamado de Dormição de Maria, expressão que sublinha o “adormecer” da Mãe de Deus antes de sua glorificação, mas que, na prática, corresponde ao que a teologia latina denomina Assunção.
Em Munificentissimus Deus (n. 39), Pio XII evoca as Escrituras para sustentar o dogma. Ele recorda a profecia de Gênesis 3:15, que fala da vitória da Mulher sobre a serpente — vitória esta que se estende sobre o pecado e sobre a própria morte. Além disso, cita I Coríntios 15:54: “Tragada foi a morte na vitória”, indicando que, assim como Cristo ressuscitou glorioso, Maria participa de modo especial desta vitória, como primeira e perfeita redimida.
A tradição teológica interpreta a Assunção como consequência lógica da Imaculada Conceição: sendo preservada do pecado original, Maria não estaria sujeita à corrupção física decorrente dele. Sua glorificação, portanto, é um sinal antecipado da ressurreição prometida a todos os fiéis. Nas igrejas que conservam essa fé, a Assunção é uma das maiores solenidades do calendário litúrgico, celebrada todos os anos em 15 de agosto. Na Igreja Católica, é festa de preceito em muitos países, e nas Igrejas Orientais é precedida por um período de jejum conhecido como Jejum da Dormição.

## História da tradição

A morte da Virgem.
1606. Por Caravaggio. Atualmente no Louvre.

Embora a Assunção (em latim: assūmptiō - "elevado") tenha sido definida em tempos relativamente recentes como um dogma infalível pela Igreja Católica e, a despeito de uma afirmativa de Epifânio de Salamina em 377 de que ninguém sabia se Maria havia morrido ou não, relatos apócrifos sobre a assunção de Maria ao Céu circulam desde pelo menos o século IV. A própria Igreja Católica interpreta o capítulo 12 do Apocalipse como fazendo referência ao evento. A mais antiga narrativa é o chamado Liber Requiei Mariae ("O Livro do Repouso de Maria"), que sobrevive intacto apenas em uma tradução etíope. Provavelmente composta no início do século IV, esta narrativa apócrifa cristã pode ser do início do século III. Também muito primitivas são as diferentes tradições das "Narrativas da Dormição dos 'Seis Livros'". As versões mais antigas deste apócrifo foram preservadas em diversos manuscritos em siríaco dos séculos V e VI, embora o texto em si seja provavelmente do século IV.
Apócrifos posteriores que se basearam nestes textos mais antigos incluem o De Obitu S. Dominae, atribuído a São João, uma obra provavelmente da virada do século VI que é um sumário da narrativa dos "Seis Livros". A assunção também aparece no De Transitu Virginis, uma obra do final do século V atribuída a São Melito que preserva uma versão teologicamente editada das tradições presentes no Liber Requiei Mariae. Transitus Mariae conta a história de como os apóstolos teriam sido transportados por nuvens brancas até o leito de morte de Maria, cada um vindo da cidade em que estava pregando no momento. O Decretum Gelasianum, já na década de 490, declarava que a literatura no estilo transitus Mariae era apócrifa.
Uma carta em armênio atribuída a Dionísio, o Areopagita, também menciona o evento, embora seja uma obra muito posterior, escrita em algum momento do século VI. João Damasceno, de sua época, é a primeira autoridade eclesiástica a advogar a doutrina pessoalmente (e não na forma de obras anônimas). Seus contemporâneos, Gregório de Tours e Modesto de Jerusalém, ajudaram a promover o conceito por toda a igreja.
Em algumas versões da história, o evento teria ocorrido em Éfeso, a Casa da Virgem Maria, embora esta seja uma tradição muito mais recente e localizada. As mais antigas todas apontam que o fim da vida de Maria se deu em Jerusalém (veja "Túmulo da Virgem Maria"). Pelo século VII, uma variação apareceu, que conta que um dos apóstolos, geralmente identificado como sendo São Tomé, não estava presente na morte de Maria, mas sua chegada atrasada teria provocado uma reabertura do túmulo da Virgem, que então se descobriu estar vazio, com exceção de suas mortalhas. Numa outra, posterior, Maria lançaria do Céu sua cinta para o apóstolo como uma prova do evento. Este incidente aparece muitas vezes nas pinturas sobre a Assunção.
A doutrina da Assunção de Maria se tornou amplamente conhecida no mundo cristão, tendo sido celebrada já no início do século V e já estava consolidada no oriente na época do imperador bizantino Maurício por volta de 600. O evento era celebrado no ocidente na época do papa Sérgio I no século VIII e foi confirmada como oficial pelo papa Leão VI. O debate teológico sobre a Assunção continuou depois da Reforma Protestante e atingiu um clímax em 1950, quando o papa Pio XII o definiu como dogma para os católicos. O teólogo católico Ludwig Ott afirmou que "A ideia da assunção corpórea de Maria foi expressada pela primeira vez em certas "narrativas de trânsito" [transitus Mariae] nos séculos V e VI… O primeiro autor a falar da assunção corpórea de Maria, em associação com um transitus apócrifo, foi São Gregório de Tours". O escritor católico Eamon Duffy afirma que "não há, claramente, nenhuma evidência histórica para ele". Porém, a Igreja Católica jamais afirmou ou negou que seu ensinamento tenha se baseado em relatos apócrifos. Os documentos eclesiásticos nada comentam sobre o assunto e, ao invés disso, apontam outras fontes e argumentos como base para a doutrina.

## Doutrina católica

### Definição dogmática
Em 1 de novembro de 1950, na constituição apostólica Munificentissimus Deus, o papa Pio XII declarou a Assunção de Maria como um dogma:
| “ | Pela autoridade de Nosso Senhor Jesus Cristo, dos Santos Apóstolos Pedro e Paulo e em nossa própria autoridade, pronunciamos, declaramos e definimos como sendo um dogma revelado por Deus: que a Imaculada Mãe de Deus, a sempre Virgem Maria, tendo completado o curso de sua vida terrena, foi assumida, corpo e alma, na glória celeste. | ” |
|   | — Munificentissimus Deus. |   |

Desde a declaração solene da infalibilidade papal pelo Concílio Vaticano Primeiro em 1870, esta declaração de Pio XII foi a única vez que um papa fez uso, ex cathedra, da prerrogativa. Pio XII deliberadamente deixou em aberto a questão se Maria teria ou não morrido antes da Assunção.
Antes da definição dogmática, em Deiparae Virginis Mariae, Pio XII buscou a opinião dos bispos católicos e um grande número deles apontou para o Gênesis (Gênesis 3:15) como um suporte escritural para o dogma. Em Munificentissimus Deus (item 39), Pio faz referência à "luta contra o inimigo infernal" como neste versículo e a "vitória completa sobre o pecado e a morte", como em I Coríntios (I Coríntios 15:54).

### Questões teológicas
Na afirmação dogmática de Pio XII, a frase "tendo completado o curso de sua vida terrena" deixa em aberto a questão se a Virgem Maria teria ou não morrido antes de sua assunção ou se ela foi assumida antes da morte; ambas as possibilidades são permitidas. Acredita-se que a Assunção de Maria se deu como presente divino a ela apenas, por ser a "Mãe de Deus" (Teótoco). A visão de Ludwig Ott é a de que, como terminou sua vida como um glorioso exemplo para a raça humana, a perspectiva do presente da assunção seria também oferecido para toda a raça humana.
Em sua obra, "Fundamentals of Catholic Dogma", Otto afirma que "o fato de sua morte é aceito por quase todos os pais e teólogos da Igreja, e é expressamente afirmado na liturgia", ao que ele adiciona diversas citações úteis e conclui que "para Maria, morte, como consequência de estar livre do pecado original e dos pecados pessoais, não foi uma punição pelo pecado". Porém, parece adequado que "o corpo de Maria, que por natureza era mortal, deva, em conformidade com o de seu filho Jesus, se sujeitar à lei geral da morte".

## Assunção e a Dormição

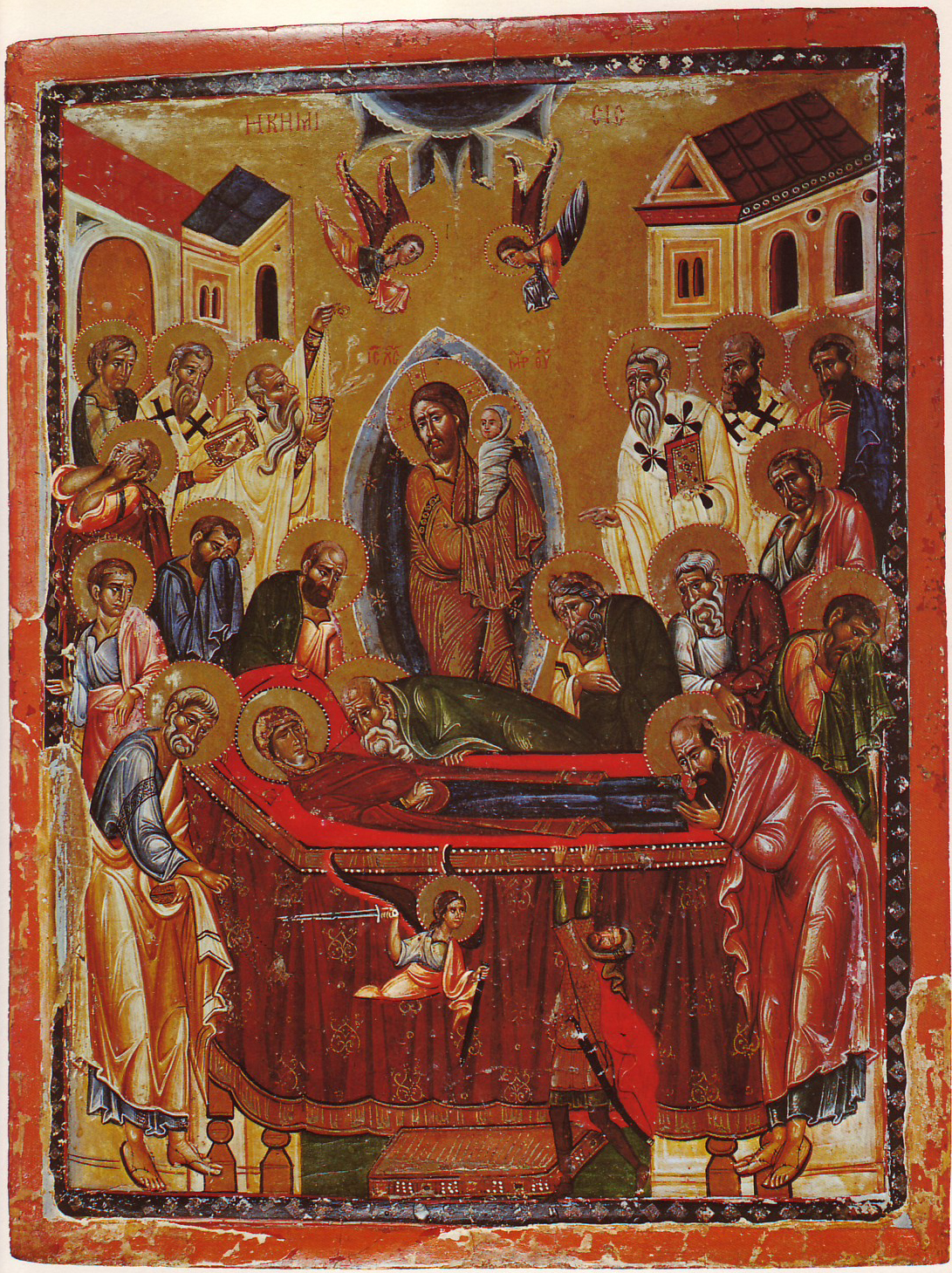
Ícone da Dormição de Maria.
Séc. XIII. No Mosteiro de Santa Catarina, no Egito.

A festa católica romana da Assunção é celebrada em 15 de agosto enquanto que os ortodoxos e católicos orientais celebram a Dormição de Maria (a Mãe de Deus "indo dormir") na mesma data, mas precedido de um período de 14 dias de jejum. Os ortodoxos acreditam que Maria teria tido uma morte natural, que sua alma foi recebida por Cristo após a morte, que seu corpo foi ressuscitado no terceiro dia após a morte (depois do túmulo ter sido encontrado vazio) e que ela foi corporalmente elevada aos Céus numa antecipação da ressurreição dos mortos geral. "…a tradição ortodoxa é clara e firme sobre o ponto central [da Dormição]: a Santa Virgem passou, como seu Filho, pela morte física, mas seu corpo — como o d'Ele — foi posteriormente ressuscitado dos mortos e ela foi elevada ao Céu, de corpo e, também, alma. Ela passou para além da morte e o julgamento, e vive plenamente na era que está por vir. A ressurreição do corpo… foi, no caso dela, antecipada e já é um fato consumado. Isto não significa, porém, que ela teria se desassociado do resto da humanidade e se colocado numa categoria diferente: pois todos nós esperamos compartilhar um dia desta mesma glória da ressurreição dos corpos que ela já usufrui".
Muitos católicos também acreditam que Maria primeiro morreu antes de ser assumida, mas eles acrescentam que ela foi milagrosamente ressurrecta antes do evento, enquanto que outros acreditam que ela foi assumida com seu corpo ao Céu antes de morrer. Como já foi explicado, ambas as crenças são aceitáveis do ponto de vista da doutrina católica. Os católicos orientais, por exemplo, celebram a festa como "Dormição". Muitos teólogos notam como forma de comparação que, para a Igreja Católica, a Assunção foi dogmaticamente definida, enquanto que para os ortodoxos, a Dormição é menos dogmática e mais litúrgica e misticamente definida. Esta diferença é resultado de um padrão maior em ambas as tradições, pelo qual as doutrinas católicas geralmente são dogmaticamente definidas — em parte pela estrutura centralizada da Igreja Católica — enquanto que na Ortodoxia, muitas doutrinas tem uma carga menos "autoritativa".

## Anglicanismo
Embora a Assunção de Maria não seja uma doutrina anglicana, a data de 15 de agosto é observada por alguns fiéis como uma festa em honra a Maria. o "Livro de Oração Comum", nas versões da Igreja Episcopal Escocesa e da Igreja Anglicana do Canadá, marcam a data como "Dormição da Bem-Aventurada Virgem Maria". Na Igreja Episcopal dos Estados Unidos da América, a data é observada como "Feriado de Santa Maria, a Virgem". Na Igreja da Inglaterra, a data é uma "Festa da Bem-Aventurada Virgem Maria". Em algumas igrejas da Comunhão Anglicana e parte do movimento "Continuando Anglicano", muitos anglo-católicos geralmente observam o feriado como sendo a festa da Assunção.
A afirmação conjunta da Comissão Internacional Anglicana-Católica Romana sobre a Virgem Maria atribui um lugar tanto para a Dormição quanto para a Assunção de Maria na devoção anglicana.

## Protestantismo
O reformador protestante Heinrich Bullinger acreditava na Assunção de Maria. Seu polêmico tratado de 1539 contra a idolatria expressou sua crença de que o sacrosactum corpus de Maria havia sido levado ao Céu por anjos: "Hac causa credimus ut Deiparae virginis Mariae purissimum thalamum et spiritus sancti templum, hoc est, sacrosanctum corpus ejus deportatum esse ab angelis in coelum".

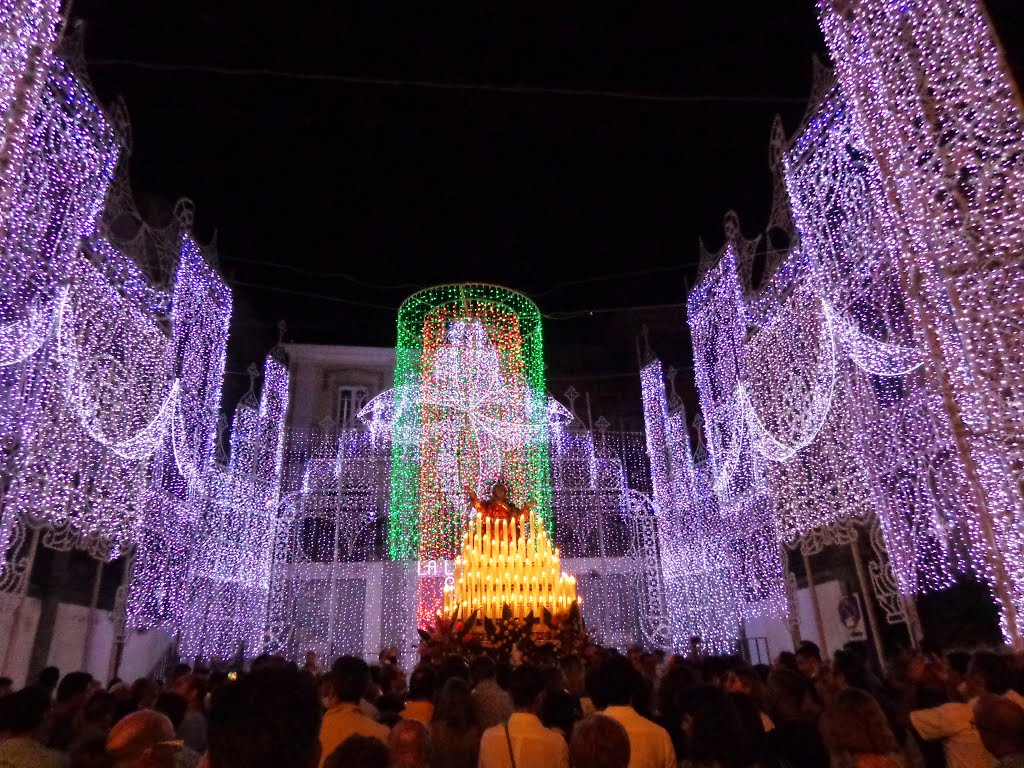
Festa da Assunção de Maria em Novara di Sicilia em agosto

Contudo, a maioria dos protestantes modernos não ensina e não acredita na Assunção de Maria, uma vez que eles não vêem uma base bíblica para a doutrina. Embora a maior parte das igrejas do luteranismo não ensinem a Assunção de Maria, o dia 15 de agosto é uma festa menor em honra a "Maria, Mãe de Nosso Senhor", de acordo com o calendário luterano de santos.

## Festas
A festa da Assunção é um feriado nacional em muitos países, incluindo partes da Alemanha (Baviera e Saarland), Áustria, Bélgica, Chile, Colômbia, Croácia, Eslovênia, Espanha, Equador, França, Grécia, Líbano, Lituânia, Itália, Malta, Maurício, Paraguai, Polônia, Portugal, Romênia, Senegal, Suíça (em 8 cantões) e Vanuatu.
Em muitos outros, festividades populares e procissões se realizam neste dia. Entre os países católicos e ortodoxos nos quais a data é importante, mas não é reconhecida como feriado, estão Argentina, Brasil, Filipinas, Irlanda, México, República Tcheca e a Rússia. No Canadá, celebra-se uma fête nationale entre os acadianos, que a têm por padroeira. O comércio fecha nas partes mais francofónas de Nova Brunswick.
O nome da festa em italiano, "Ferragosto", pode ter sua origem no nome em latim Feriae Augusti ("Feriados de Agosto"). A solenidade da Assunção é celebrada nesta data no oriente já desde o século VI.